# Gestaltungsbeirat
Ein Gestaltungsbeirat ist ein Beirat aus Sachverständigen zur Beratung von Projektträgern und Planern in der Bauherrenschaft sowie in Kommunalpolitik und Kommunalverwaltung. Ziel ist die Förderung der Baukultur, insbesondere die Bewahrung und Entwicklung des Orts- und Stadtbildes. Hierzu nimmt ein Gestaltungsbeirat auf die architektonische und städtebauliche Gestaltung von Bauvorhaben durch Empfehlungen Einfluss. 
Als informelles Gremium der Bauberatung haben viele Gemeinden Gestaltungsbeiräte eingesetzt und als deren Mitglieder Architekten, Landschaftsarchitekten, Stadtplaner und Denkmalpfleger berufen. Sie haben die Aufgabe, eingereichte Bauvorhaben zu begutachten. Die Beratungen der Gestaltungsbeiräte sind in der Regel nichtöffentlich und münden in rechtlich unverbindliche Empfehlungen. In vielen Fällen regelt eine von der Gemeinde beschlossene Geschäftsordnung die Arbeit eines Gestaltungsbeirates. Die Wirksamkeit eines Gestaltungsbeirates als Instanz der Qualitätssicherung hängt von seiner Besetzung, von seiner Einbeziehung in Planungs-, Genehmigungs- und Beratungsprozesse sowie von der Verhandlungs- und Kompromissbereitschaft der privaten Akteure ab.